# Seán Drea
Seán Joseph Drea (* 3. März 1947) ist ein ehemaliger irischer Ruderer, der im Einer antrat.
Der für den Dubliner Neptune Rowing Club startende Seán Drea belegte bei den Olympischen Spielen 1972 den fünften Platz im Halbfinale. Mit seinem Sieg im B-Finale erreichte er den siebten Platz der Gesamtwertung. Bei den Ruder-Europameisterschaften 1973 erreichte Drea das A-Finale und wurde Sechster. Erfolgreicher war Drea bei den Diamond Sculls, dem Einerwettbewerb bei der Henley Royal Regatta. Diesen Wettbewerb gewann er von 1973 bis 1975 dreimal in Folge. Bei den Ruder-Weltmeisterschaften 1975 erhielt der Ire die Silbermedaille zwischen den Deutschen Peter-Michael Kolbe aus der BRD und Martin Winter aus der DDR. 
Bei den Olympischen Spielen 1976 gewann Kolbe den ersten Vorlauf vor Drea und Joachim Dreifke aus der DDR, der Finne Pertti Karppinen als Vierter musste in den Hoffnungslauf. Nachdem Karppinen den Hoffnungslauf gewonnen hatte, traf er im Halbfinale wieder auf Seán Drea. Drea gewann vor dem sowjetischen Ruderer Mykola Dowhan und Karppinen. Im Finale siegte Karppinen vor Kolbe und Dreifke, Drea belegte viereinhalb Sekunden hinter Dreifke den vierten Platz.